# Zbigniew Janaszek
Zbigniew Janaszek (ur. 20 września 1913 w Brodnicy, zm. 13 września 1983 w Łobzie) – oficer Wojska Polskiego II RP. Kawaler Orderu Virtuti Militari. Wieloletni dyrektor Państwowego Stada Ogierów w Łobzie.
Syn Jana i Ireny z d. Barańskiej.

## Służba wojskowa
Za namową ojczyma, ppłk. Jana Kleina, wstąpił do  Korpusu Kadetów w Rawiczu. Jesienią 1933 roku rozpoczął zawodową służbę wojskową i naukę w Szkole Podchorążych Kawalerii w Grudziądzu. Po jej ukończeniu otrzymał przydział do 26 Pułku Ułanów Wielkopolskich w Baranowiczach.
We wrześniu 1939 roku był dowódcą 1 plutonu w 2 szwadronie 26 p.uł. W czasie walk pod Garwolinem został ciężko ranny w udo. Tu też dostał się do niewoli 15.09.1939. Początkowo przebywał w Stalagu IA Stablak w Królewcu, a następnie w Oflagu XII A Hadamar,  Oflagu IID Gross Born, Oflagu X B Sandbostel i na koniec w Oflagu X C Lubeka. W maju 1945 roku Anglicy wyzwolili obóz.

## Okres powojenny
W roku 1945 został kierownikiem polskiego obozu "Trawa" w Lubece Schlutup, później zastępcą komendanta stadniny ogierów w Bad - Orgenhausen i członkiem Misji Wojskowej w Berlinie.
Latem 1947 roku z jednym z transportów koni powrócił do Polski. Był podejrzewany przez Wojewódzki Urząd Spraw Wewnętrznych w Szczecinie o współpracę z obcym wywiadem.
Początkowo pracował  w Kwidzynie, a następnie został przeniesiony służbowo na  stanowisko zastępcy kierownika Państwowego Stada Ogierów w Sierakowie. W 1950 roku został skierowany do Nowielic na stanowisko dyrektora ds. hodowli koni. Tam, w Ludowym Klubie Jeździeckim, organizował sekcję sportów konnych. Był w niej czołowym zawodnikiem i uczestnikiem imprez na szczeblu regionalnym i krajowym.
Od 1958 roku pracował w Państwowym Stadzie Ogierów w Łobzie
na stanowisku zastępcy dyrektora. W latach 1966–1979 był jego dyrektorem. Był pomysłodawcom przyjęcia nowej nazwy klubu jeździeckiego – "Hubal". Był też prekursorem organizacji letnich obozów jeździeckich dla młodzieży studenckiej. Zapoczątkował rajdy konne szlakiem bojowym 1 Warszawskiej Dywizji Kawalerii (?!). W dowód uznania dla jego działalności, jeden ze szlaków turystyki konnej został nazwany jego imieniem

## Ordery i odznaczenia
- Krzyż Srebrny Orderu Virtuti Militari
- Odznaka Gryfa Pomorskiego
- Złota Honorowa Odznaka Polskiego Związku Jeździeckiego